# Tricholoma scalpturatum
Tricholoma scalpturatum (Fr.) Quél, 1872 è un fungo appartenente alla famiglia Tricholomataceae.

## Descrizione della specie

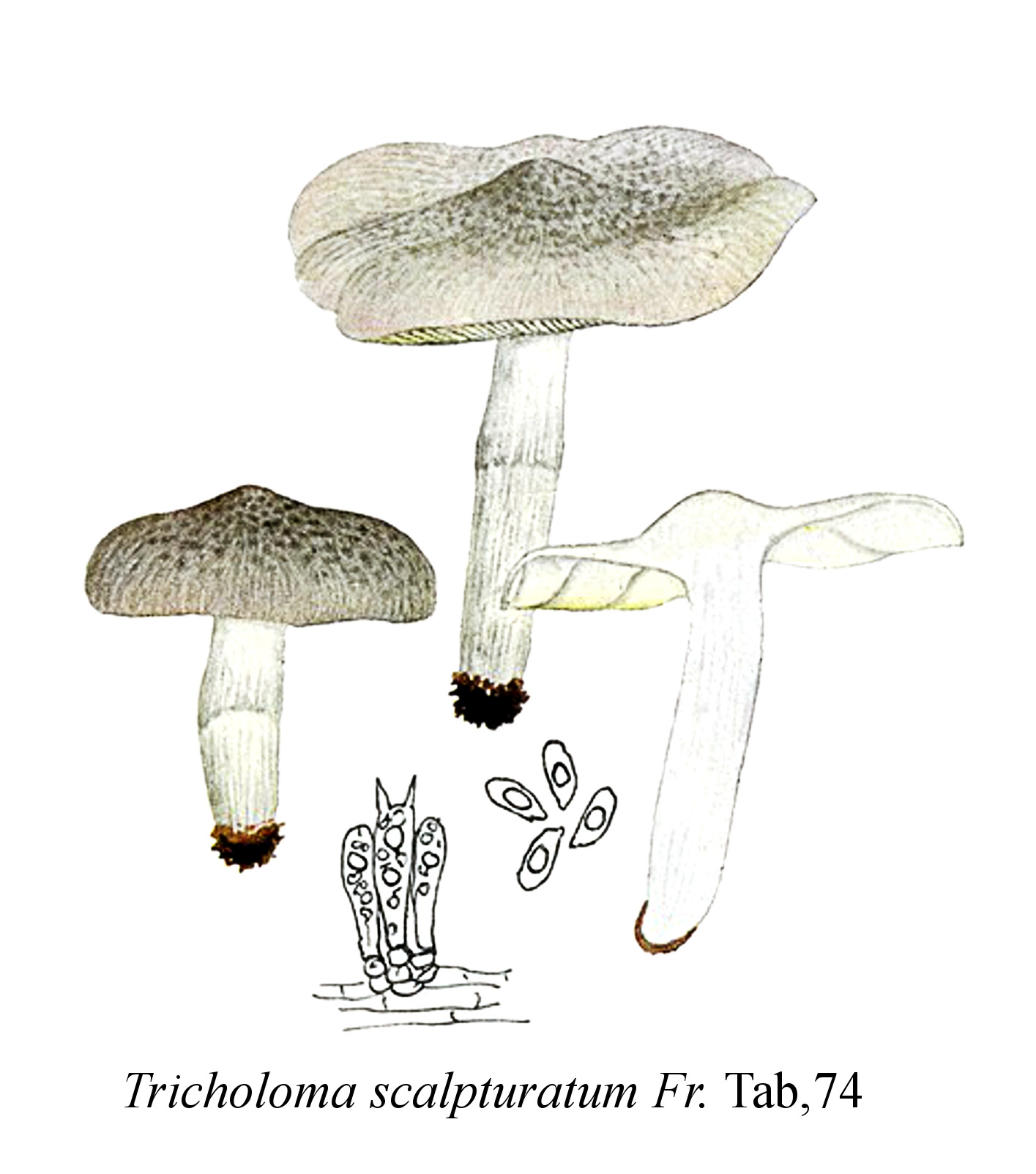
Tricholoma scalpturatum in una tavola di Giacomo Bresadola

### Cappello
Il cappello, lungo 6–8 cm, grigio chiaro è ricoperto di fitte squame.

### Lamelle
Le lamelle sono di colore grigio molto chiaro. Diventano gialle se sfregate o toccate.

### Gambo
Il gambo è lungo 6–8 cm, diametro 1,25 cm.

### Carne
Carne fragile, fibrosa.

### Odore
Odora di farina.

## Commestibilità
Il Tricholoma scalpturatum è commestibile. Secondo alcuni ha un sapore paragonabile alla senape e ad altre erbe spontanee leggermente amare.

## Distribuzione e habitat
Tipicamente autunnale, appare in gruppi molto fitti nei boschi di conifere e di latifoglie. Distribuito ovunque nelle montagne selvose europee.

## Tassonomia

### Sinonimi e binomi obsoleti
- Agaricus scalpturatus Fr., Epicr. syst. mycol. (Upsaliae): 31 (1838)
- Tricholoma scalpturatum (Fr.) Quél., Mém. Soc. Émul. Montbéliard, Sér. 2 5: 232 (1872) var. scalpturatum
- Tricholoma scalpturatum (Fr.) Quél., Mém. Soc. Émul. Montbéliard, Sér. 2 5: 232 (1872) f. scalpturatum
- Tricholoma scalpturatum var. genevense Chodat & Mart.
- Tricholoma argyraceum sensu NCL (1960); fide Checklist of Basidiomycota of Great Britain and Ireland (2005)
- Agaricus chrysites Jungh., Linnaea 5: 388 (1830)
- Tricholoma chrysites (Jungh.) Quél., Hyménomycètes, Fasc. Suppl. (Alençon): 98 (1874)
- Tricholoma chrysites (Jungh.) Quél., Hyménomycètes, Fasc. Suppl. (Alençon): 98 (1874) var. chrysites
- Tricholoma argyraceum var. chrysites (Jungh.) Gillet, Hyménomycètes (Alençon): 9 (1874)
- Gyrophila argyracea var. chrysites (Jungh.) Quél., Enchir. fung. (Paris): 13 (1886)
- Tricholoma argyraceum subsp. chrysites (Jungh.) Sacc., Syll. fung. (Abellini) 5: 104 (1887)
- Tricholoma scalpturatum var. atrocinctum Romagn., Bull. trimest. Soc. mycol. Fr. 90(3): 166 (1974)
- Tricholoma scalpturatum var. nanospora Raithelh., Metrodiana 13(1-2): 33 (1986)
- Tricholoma scalpturatum f. meleagroides Bon, Docums Mycol. 18(no. 72): 63 (1988)
- Tricholoma scalpturatum var. meleagroides (Bon) Bañares & Bon, Boln Soc. Micol. Madrid 20: 321 (1995)
- Tricholoma scalpturatum f. album C.E. Hermos. & Jul. Sánchez, Belarra (Bilbao) 10-11: 77 (1994)[2]